# 小濟利伊夫
51°43′4″N 30°50′53″E / 51.71778°N 30.84806°E
小濟利伊夫（烏克蘭語：Малий Зліїв），是烏克蘭北部的村莊，隸屬切爾尼希夫州的切爾尼希夫區。該村始建於1686年，面積0.56平方公里，海拔高度154米，2001年人口134，人口密度每平方公里239.3人。